# Šiblići
Šiblići su naseljeno mjesto u sastavu općine Zenice, Federacija Bosne i Hercegovine, BiH. Nalaze se uz zapadnu obalu Seočke rijeke.

## Stanovništvo
Prema popisu 1991. ovdje su živjeli:
- Muslimani - 430 (100,00%)